# Дуглас Вакіїхурі
Дуглас Вакіїхурі Майна (англ. Douglas Wakiihuri Maina; нар. 26 вересня 1963) — кенійський легкоатлет, який спеціалізувався в бігу на довгі дистанції та марафонському бігу.

## Спортивні досягнення
Срібний олімпійський призер з марафонського бігу (1988). Учасник олімпійського марафонського забігу на Іграх-1992, де фінішував 36-м.
Чемпіон світу з марафонського бігу (1987).
Переможець Кубку світу з марафонського бігу (1995).
Чемпіон Ігор Співдружності з марафонського бігу (1990).
Переможець Лондонського (1989) та Нью-Йоркського (1990) марафонів.